# Max Clifford
Pour les articles homonymes, voir Clifford.
Maxwell Frank Clifford, né le 6 avril 1943 à Kingston upon Thames (Surrey) et mort le 10 décembre 2017 à Perry (Cambridgeshire), est un journaliste, un attaché de presse britannique et un délinquant sexuel condamné.

## Biographie

### Condamnation
Max Clifford est un délinquant sexuel condamné. Le 2 mai 2014, une des principales cours de justice londoniennes, la Southwark Crown Court, lui inflige une peine de huit années de prison pour huit agressions sexuelles sur des jeunes filles mineures,. Il a été incarcéré à la HM Prison Littlehey.